# 加瀬沼
加瀬沼（かせぬま）は、日本の宮城県の宮城郡利府町・多賀城市・塩竈市にまたがる灌漑用ため池である。北・東・南の三方を松島丘陵から出る樹枝状丘陵によって囲まれた谷の西側に築堤して造られた谷池で、形式としてはアースダムである。施設所有者は多賀城市、管理者は宝堰加瀬溜井管理組合。ため池としての総貯水量は27万立方メートル。漁業権は設定されていない。加瀬沼の水は勿来川（名古曽川）に流れ出て、砂押川、貞山運河を経て仙台港で仙台湾に至る。

## 歴史
加瀬沼の南に隣接する丘陵には、8世紀から10世紀まで陸奥国の国府・多賀城が置かれたが、当時は未開発の谷地・湿地で池はなかった。
慶長年間（1596年から1615年）に築堤されたとする説と、寛文事件（伊達騒動）で原田宗輔に殺害された伊達宗重（涌谷伊達家）が築堤したとする説がある。両説の間には数十年の差があるが、おおよそ400年前に造られたと見られる。
大正時代初期から1963年（昭和38年）までは、丘陵の東側にある松島湾沿いの塩竈市への上水道の水源となっていた。
1992年（平成4年）に水門が破損して水量が激減し、大量の魚や貝が死んだ。1995年（平成7年）から1997年（平成9年）にかけて、宮城県仙台産業振興事務所により堤体などの改修整備がなされた。
1983年度（昭和58年度）より、加瀬沼公園整備事業が着手された。
2010年（平成22年）3月25日に加瀬沼ため池として農林水産省のため池百選に選定された。

## 自然

### 沼の生物
水辺にマコモが生え、水面にヒシ、ガガブタ、ヒメシロアサザが浮かび、底にクロモ、ハゴロモモ、エビモが沈む。
「多賀城の自然と野鳥を守る会」により、冬季に水鳥の餌付けがなされており、渡り鳥の飛来地として著名である。
魚類ではコイ、ゲンゴロウブナが棲み、1990年代に入ってオオクチバスが見られるようになった。1992年（平成4年）の水門破損後にはタイリクバラタナゴやタナゴがそれから何年も回復しなかった。
テナガエビ、モノアラガイ、マルタニシ、ドブガイも生息する。

### 周辺の緑地
周辺の市街化が進む中、加瀬沼周辺はまとまった面積の雑木林があり、1973年（昭和48年）8月17日に65ヘクタールが宮城県の緑地環境保全地域に指定された。一帯はクリ・コナラ林で、植樹によるアカマツ、スギ、ヒノキを交え、1990年代には約70種の樹木が認められた。
哺乳類ではホンドギツネ、ホンドタヌキ、ニホンリス、トウホクノウサギが見られる。また昆虫類では25種のトンボ、7種のセミ、51種のチョウの生息が認められた。
また、この沼の西側には県立の都市公園である加瀬沼公園（杜の都信用金庫「モリリン加瀬沼公園」）がある。